# Барун-Хандагай
Бару́н-Хандага́й (бур. Баруун Хандагай) — река в России, в Тункинском районе Бурятии, левый приток Тунки. Длина — 14 км.

## Описание
Берёт начало на южной стороне гребня Тункинских гольцов. В верховье протекает сквозь небольшие озёра. Течёт в узкой межгорной долине, перпендикулярной оси гольцов. В 10—11 км от истока выходит в Тункинскую долину, где в северо-западном углу Хойморского поозёрья впадает в реку Тунку, левый приток Иркута.
Ущелье Барун-Хандагая популярно среди альпинистов и скалолазов.

## Название
Слово хандагай в переводе с бурятского означает «лось», баруун — «западный, правый».